# 日高晤郎芸能生活30周年記念・32時間生放送「めぐり逢い・春夏秋冬」
『日高晤郎芸能生活30周年記念・32時間生放送「めぐり逢い・春夏秋冬」』（ひだかごろうげいのうせいかつさんじっしゅうねんきねん さんじゅうにじかんなまほうそう「めぐりあい・しゅんかしゅうとう」）は1991年5月3日から4日にかけてSTVラジオで放送された特別番組。

## 概要
日高晤郎の芸能生活30周年を記念して、1991年5月3日(金曜日)午前9時から翌4日(土曜日)の夕方5時まで、北海道札幌市中央区のSTVホールから公開生放送された。
3日の午後6時からの3時間は、日高自身の生い立ち、芸能界デビュー、北海道でのラジオの仕事との出会いなどを語り、さらに午後9時からは芸談「紺屋高尾」のひとり語りを生放送で敢行した。このひとり語りの時間は1時間20分間、コマーシャルを挟まず行われた。深夜にはSTVラジオの看板深夜番組「アタックヤング」を「日高晤郎のアタックヤング」として放送。さらに通常はニッポン放送からネットで放送される「オールナイトニッポン」を休止し、深夜1時からは「日高晤郎のオールナイト北海道」を早朝5時まで、STVラジオ第1スタジオから公開生放送で行った。なお、深夜の時間にスタジオの観覧ができたのは、18歳以上で且つ「32時間絶対寝ないで番組に付き合うこと」の条件をクリアできる人のみだった。
明けて4日の朝からは、再びSTVホールに場所を移し、通常の「晤郎ショー」のスペシャル版として放送。午後5時、32時間の放送を締めくくった。
なお日高は1993年に「ラジオ・チャリティー・ミュージックソン」と「晤郎ショー」を合体させた30時間スペシャル、1994年も晤郎ショーに引き続いて「ラジオ・チャリティー・ミュージックソン」として28時間、また1999年大晦日から2000年（ミレニアム）1月1日にかけては、ライブと「晤郎ショー」公開放送で「20時間ライブ」、2012年に「50時間56分生放送」を実施した。

## タイムテーブル
- 5月3日
  - 09:00　1分30秒にわたるファンファーレで番組開始。日高は冒頭「32時間終わったら死んでもいい」と意気込みを語る。
  - 09:30　「晤郎ショー」の歴代アシスタント登場。日高は早くもスーツの上着を脱ぎ始める
  - 11:00　風連町のもちつき紹介
  - 12:00　「歌・めぐり逢い」　ゲスト：小金沢昇司　北原ミレイ
  - 13:30　続々と電話ゲストの激励メッセージが入る（堀内孝雄　引田天功　舟木一夫　西城秀樹　ポール牧　など）
  - 14:00　定員が約500人のSTVホールが満員になる
  - 15:00　一村一品ネットワーク…余市町、上富良野町など7市町村の関係者が登場。
  - 16:00　「日高晤郎ショー」のテーマ曲「つづれ織り」を熱唱
  - 18:00　「芸能自分史」第一章…複雑な家庭環境で生まれた少年時代を語る
  - 19:00　「芸能自分史」第二章…17歳で映画界入り、歌手、俳優として不遇の時代だった頃の話を語る
  - 20:00　「芸能自分史」第三章…北海道での出会いや、日高晤郎ショーの歴史を語る。
  - 21:00　芸談「紺屋高尾」…80分間CMなしで語る。
  - 22:40　STVホール初日エンディング
  - 22:45　途中に定時録音番組を挟みながら、ラジオ第1スタジオからの放送をはじめる。

- 5月4日
  - 00:00　「日高晤郎のアタックヤング」…現役のパーソナリティーを批判しつつ、若者に存在感をアピール。
  - 01:00　「日高晤郎のオールナイト北海道」（午前5時まで）
    - 「あなたの初めての話」。スタジオに名寄市長、 札幌パークホテル支配人らが差し入れを持って登場。
    - 02:00　「信じられない恐〜い話」
    - 03:00　「子供には聞かせられない話」
    - 04:00　「オールディーズ特集」

  - 05:00　定時番組「大学受験ラジオ講座」が流れる。
  - 06:00　「オハヨー!リクエスト」で再びマイクの前に登場
  - 07:25　STVホールからの公開生放送再開
  - 08:00　レギュラー番組「日高晤郎ショー」スタート。人気企画「ミュージックビンゴ」も30周年特別編で放送。
  - 11:15　「ドクター小川の健康一番」コーナーで小川哲夫医師が日高の血圧測定「正常ですよ」。
  - 12:00　「サテスタ歌謡曲」休憩でランチタイム。残り5時間の英気を養う。
  - 13:35　「私の本棚」その後の「ビデオグラフィティ」で日高の全人生の中から珠玉の作品を紹介。
  - 16:00　グランドフィナーレ
  - 17:00　32時間全放送終了